# Богдана (Васлуј)
Богдана (рум. Bogdana) насеље је у Румунији у округу Васлуј у општини Богдана. Oпштина се налази на надморској висини од 204 m.

## Становништво
Према подацима из 2011. године у насељу је живело 627 становника.